# Силом

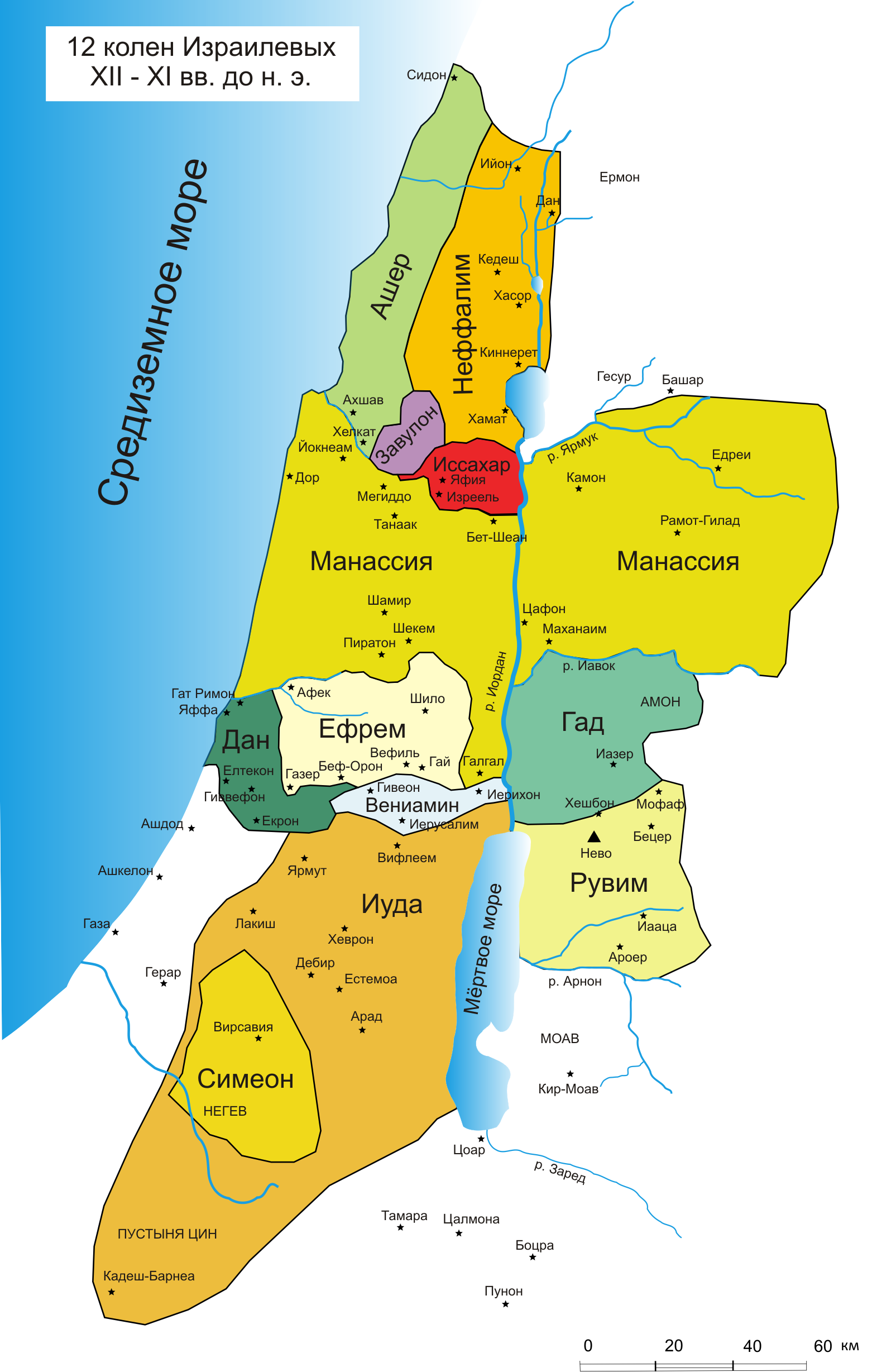
Силом (Шило) на территории колена Ефрема

Силом (ивр. שִׁילֹה‎, Шило; лат. Silo) — древнееврейский город, в котором в эпоху Судей, во второй половине II тысячелетия до н. э. располагалась Скиния Завета (Нав. 18:1) и совершались общеизраильские праздники (Песах, Шавуот, Суккот). Располагался к востоку от дороги, ведущей из Шхема (Сихем) в Бейт-Эль (Вефиль) (Суд. 21:19).

## Средне бронзовый период
Археологические раскопки показали, что поселение на месте Шило существовало ещё в среднебронзовый период (XIX–XVIII вв. до н. э.), но было весьма незначительным: не имело оборонительных стен; о нём нет упоминания ни в одном добиблейском источнике. Поселение было покинуто (период средней бронзы II).

## После завоевания Ханаана
После завоевания и разделения Ханаана здесь долгое время стояла Скиния с ковчегом и алтарем для жертвоприношения: «Все общество сынов Израилевых собралось в Силом, и поставили там скинию собрания, ибо земля была покорена ими.» (Нав. 18:1). Соответственно Силом стал первой религиозной столицей Израиля.
Скиния располагалась в Силоме около трехсот лет (XIII-XI вв.до н.э). На праздники Песах, Шавуот и Суккот сюда приходили евреи со всей страны. Центр в Силоме объединял колена народа в единый союз.
В Силоме же произошло деление Израиля между коленами: «Иисус Навин (Иехошуа бин Нун) же пошедшим описывать землю дал такое приказание: пойдите, обойдите землю, опишите ее и возвратитесь ко мне; а я здесь брошу вам жребий пред лицем Господним, в Силоме. Они пошли, прошли по земле, [осмотрели ее] и описали ее, по городам ее, на семь уделов, в книге, и пришли к Иисусу в стан, в Силом.	Иисус бросил им жребий в Силоме пред Господом, и разделил там Иисус землю сынам Израилевым по участкам их.» (Нав. 18:8—10).
В Силоме было созвано собрание представителей израильских племен, которое должно было решить, как действовать против заиорданских колен, установивших свои жертвенники (Нав. 22:11, 12). После этого события Шило стал административным и культовым  центром союза израильских племен, имевшим важнейшее значение в эпоху Судей. Здесь была резиденция первосвященника, устраивались ежегодные праздники (Суд. 21:19)
Праздник 15 Ава, в который молодые люди из Колена Вениаминова приходили в виноградники Силома выбирать себе невест.
В эпоху Судей Силом не избежал идолопоклонства: «...и имели у себя истукан, сделанный Михою, во все то время, когда дом Божий находился в Силоме.» (Суд. 18:31)
Паломничество в Силом упоминается в рассказе о Елкане, отце Самуила, приходившем ежегодно «поклоняться и приносить жертву... в Силом» (I Сам. 1:3). В Силоме жена Елканы Ханна дала обет посвятить своего сына Самуила служению Богу.
В Первой Книге Царств подробно рассказано о священнике Скинии в Силоме по имени Илий (Эли). Илий воспитал здесь при Скинии своего преемника, пророка Самуила, ставшего и духовным вождем еврейского народа, и помазавшего на царство Саула и Давида (1 Цар. 3:21)

## Упадок Силома
Филистимляне напали на Израиль к концу жизни Илия. Ок. 1050 до н. э. они разрушили Силом, уничтожили Скинию и захватили Ковчег завета. Так Силом потерял свою роль духовного центра и колено Ефремово потеряло своё преимущество перед другими коленами, позже Самуил будет собирать народ в Мицпе, уделе Вениамина, но именно здесь устраивали ежегодные праздники молодого вина 15-го ава:
«вот, (приближается) ежегодный праздник Господень в Шило, что на севере от Бэйт-Эйла, к востоку от дороги, ведущей от Бейт-Эля в Шхем, и южнее Левоны. И приказали сынам Биньяминовым, сказав: пойдите и засядьте в засаду в виноградниках, И когда увидите, как выйдут дочери Шило плясать в хороводах, то выйдите и вы из виноградников и схватите каждый себе жену из дочерей Шило, и уйдите в землю Биньяминову» (Суд. 19:21)
После постройки Храма в Иерусалиме Силом навсегда утратил своё значение, хотя и почитается как древний культовый центр. Во времена после эпохи Судей, десяток раз упоминающей Силом, есть буквально один эпизод: «Пришли люди из Шхема, из Шило и из Шомерона, восемьдесят человек с обритыми бородами и в разодранной одежде и исцарапанные» (Иер. 41:4).
После смерти Соломона при ослаблении центральной власти в эпоху царствования Ровоама священники Силома пытались возродить роль своего города, но даже при расколе страны духовный центр Израиля обосновался в Бейт-Эле и Дане. А в 721 году до н. э. Силом, как и другие города Израиля, был разрушен ассирийцами.
Город не был восстановлен и в последующие периоды, хотя память о нём сохранялась. Евсевий Кесарийский (IV в.) упоминает Силом «в 12 милях южнее Шхема». Силом изображен на мозаичной карте из Медвы (VII в.) и неоднократно упоминается в Талмуде.

## Византийский период
В византийский период на руинах Силома были построены две церкви (капелла и базилика) с мозаичными полами, одна из них — на предполагаемом месте расположения Скинии Завета.

## Силом в период арабского владычества
После завоевания Палестины мусульмане возродили традицию почитания Силома как культового центра. Местность была названа ими Хирбет-Сейлун (руины Силома), одна из византийских церквей превращена в мечеть. Долина у Тель-Шило была названа арабами Мардж-ал-Ид (Долина празднеств) или Мардж-ал-Банат (Долина девушек), — очевидно, в память о похищении девушек Шило юношами из колена Биньямина. По свидетельству еврейского путешественника Эштори ха-Пархи (XIV в.), евреи продолжали посещать Силом для молитвы у могилы священника Эли; кроме могилы, Эштори застал в Силоме алтарь и мечеть.

## Современный поселок Шило

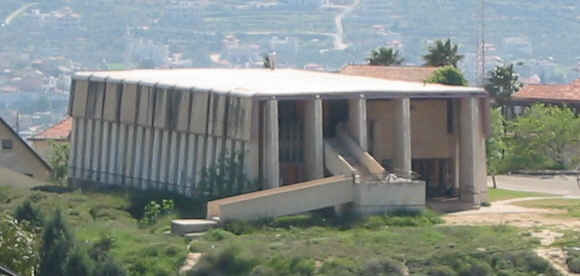
Синагога поселения Шило, в форме Скинии

Ныне развалины древнего Силома (Тель-Шило) хорошо видны у восточной обочины главной дороги Иерусалим — Шхем. Над ними взбираются по склонам гор Самарии дома израильского поселения Шило.
Рядом с поселком и археологическими раскопками находятся несколько виноделен: Гваот,  Шило, которые продолжают древнюю традицию виноделия.